# جوی‌پروانه‌ها
تَکیده‌موها یا تکیده‌مودُم‌ها ی جوی‌پروانه‌ها (نام علمی: Strymon) نام یک سرده از تیره پرنیان‌بالان است.